# Нерпиче (озеро, Якутія)
Нерпиче (рос. Нерпичье озеро) — прісноводне озеро термокарстового походження в Нижньоколимському улусі Якутії. Розташоване на північному сході Колимської низовини, на лівому березі дельти річки Колима.
Площа поверхні — 237 км².
Нерпиче має форму водойми з низькими берегами, витягнутої в напрямку з південного сходу на північний захід. Озеро з'єднується протоками з системою озер, що з'єднуються з річкою Коньковою. Із Нерпиного випливає єдина протока — Нерпина виска, яка впадає в Мале Походське озеро. Живлення озера сніжно-дощове, влітку є місцем гніздування великої кількості гусей і качок.
Водоймище замерзає у вересні — жовтні, скресає в червні. У холодні роки крига повністю не тане.
В озері мешкають муксун, ряпушка, чир, ленок, омуль, нельма.